# 민절총독
민절총독(閩浙總督)은 청나라 때 지방장관의 관직이다.  복건성(福建省, 약칭 閩), 절강성(浙江省, 약칭 浙) 총독으로서 관할 지역의 군정과 민정을 모두 총괄했다. 

## 연혁
- 1645년 (순치 2년), 복건총독이 설치되어 총독부를 복주(福州)에 두고, 절강도 관할했다.
- 1648년 (순치 5년), 절민총독으로 개칭되어 총독부는 구주(衢州)로 이관했다.
- 1658년 (순치 15년), 복건과 절강 두 성에 각각 총독부가 설치되어 복건총독부는 장주(漳州)에 절강총독부는 온주(溫州)에 설치되었다.
- 1672년 (강희 11년), 복건총독부는 복주로 이관된다. 이듬해 절강총독이 폐지된다.
- 1687년 (강희 26년), 복건총독이 복건절강총독으로 개칭된다.
- 1727년 (옹정 5년), 특례로서 이위(李衛)가 절강총독에 임명된다. 복건절강총독인 고기탁(高其倬)은 복건총독으로 복건성으로 전임했다.
- 1734년 (옹정 12년) 다시 절강총독이 폐지되고, 복건 · 절강 절민총독의 관할이 되었다.
- 1736년 (건륭 원년) 이위(李衛)의 예를 본받아 혜증균(嵆曽筠)이 절강총독으로 임명된다. 절민총독이었던 학옥린(郝玉麟)은 복건성으로 전임했다.
- 1738년 (건륭 3년) 혜증균이 중앙으로 이동되었기 때문에 다시 학옥린이 두 성을 관할하게 된다. 여기에서 복건, 절강 총독으로 민절총독이 총괄하게 된다.
- 1885년 (광서 11년), 복건순무가 폐지되고 민절총독이 겸임한다.